# Vorecho
Ein Vorecho ist bei der digitalen Aufzeichnung und der Audiokodierung eine durch den Kodierer verursachte Störung im Audiosignal, die vor dem auslösenden akustischen Ereignis hörbar wird.

## Entstehung
Das Audiosignal wird bei der digitalen Aufzeichnung blockweise (in Zeitfenstern) kodiert.
Das bei der Kodierung entstehende Quantisierungsrauschen wird über das gesamte Zeitfenster verteilt. Das Quantisierungsrauschen ist vor dem Audiosignal hörbar, welches das Rauschen verdecken soll.
Der Kopiereffekt erzeugt gleichermaßen Vorechos und auch Nachechos, besonders bei analogen Tonbändern, wobei das Vorecho störender in Erscheinung tritt. Das Nachecho wird häufig vom Hauptsignal überdeckt. 